# Jorge Bartual Medina
Jorge Bartual Medina (València, 18 d'agost de 1971) és un futbolista valencià, que jugava com a porter.

## Trajectòria
Bartual va ser el porter suplent per excel·lència del club de Mestalla durant la segona part de la dècada dels 90. Sorgit del planter valencianista, va guardar la porteria del València B de la temporada 90/91 fins a la temporada 94/95. A l'any següent, la retirada de Sempere serveix perquè puge al primer equip, com a suplent d'Andoni Zubizarreta.
Debuta el gener de 1996 a Valladolid, en el primer dels quatre partits que jugaria eixa campanya, la que més va sumar a Primera Divisió en la seua carrera. A l'ombra del basc i després de Santiago Cañizares, Bartual va estar sis temporades a València, jugant un total de vuit partits de lliga.
A la cerca d'oportunitats la temporada 00/01 marxa al CD Tenerife, on amb el dorsal 6, no disputa cap minut, i finalment, baixa a la Tercera Divisió, a les files del Quintanar del Rey, de Castella-La Manxa, on es converteix en un dels puntals del modest equip.
Penjades les botes, forma part del cos tècnic dels juvenils del València CF.

## Palmarès

### València CF
- Copa del Rei: 1998-99
- Supercopa d'Espanya: 1999
- Copa Intertoto: 1998